# Ngân hàng Tân Cương
Ngân hàng Tân Cương là một ngân hàng thương mại thành phố cổ phần ở Cộng hòa Nhân dân Trung Hoa được chi phối bởi vốn nhà nước và vốn tư nhân tham gia vừa phải. Ngân hàng Tân Cương cũng là tổ chức tài chính pháp nhân cấp tỉnh duy nhất ở khu tự trị này. Ngày 30 tháng 12 năm 2016, Khu tự trị tổ chức Hội nghị Khai trương Ngân hàng Tân Cương.